# Condado de Scott (Misuri)
El condado de Scott (en inglés: Scott County), fundado en 1821, es uno de 114 condados del estado estadounidense de Misuri. En el año 2008, el condado tenía una población de 40,673 habitantes y una densidad poblacional de 37 personas por km². La sede del condado es Benton. El condado recibe su nombre en honor al Primer Congresista de Kentucky John Scott.

## Geografía
Según la Oficina del Censo, el condado tiene un área total de 1103 km² (425,9 mi²), de la cual 1090 km² (420,8 mi²) es tierra y 13 km² (5 mi²) (1.18%) es agua.

### Condados adyacentes
- Condado de Cape Girardeau (noroeste)
- Condado de Alexander (Illinois) (noreste)
- Condado de Misisipi (sureste)
- Condado de Nueva Madrid (sur)
- Condado de Stoddard (sur)

## Demografía
Según la Oficina del Censo en 2000, los ingresos medios por hogar en el condado eran de $29,448, y los ingresos medios por familia eran $35,944. Los hombres tenían unos ingresos medios de $25,759 frente a los $18,996 para las mujeres. La renta per cápita para el condado era de $15,632. Alrededor del 16.30% de la población estaban por debajo del umbral de pobreza.

## Transporte

### Carreteras principales
- Interestatal 55
- Interestatal 57
- U.S. Route 61
- U.S. Route 62
- Ruta 77

## Localidades
| - Benton - Blodgett - Chaffee - Commerce | - Diehlstadt - Haywood City - Illmo - Kelso | - Lambert - Miner - Morley - Oran | - Perkins - Scott City - Sikeston - Vanduser |

### Municipios
- Municipio de Commerce
- Municipio de Kelso
- Municipio de Moreland
- Municipio de Morley
- Municipio de Richland
- Municipio de Rootwad
- Municipio de Sandywoods
- Municipio de Sylvania
- Municipio de Tywappity